# Charlotte des Ligneris
Charlotte des Ligneris, née en 1984, est une auteure de littérature jeunesse et une illustratrice française.

## Biographie
Charlotte des Ligneris est diplômée de l’atelier d’illustration de l'École supérieure des arts décoratifs de Strasbourg. Elle vit et travaille à Nantes. Elle fait partie du collectif d'artistes Projeta. Elle enseigne l'illustration à l’École supérieure des métiers artistiques, pour la section Cinéma d’Animation.

## Publications
- 2010 : À Maman, collectif, textes de Victor Hugo, Éditions Mouck
- 2010 : Les histoires de Tom Pouce racontées dans le monde, textes de Fabienne Morel et Gilles Bizouerne, Éditions Syros
- 2011 : Le Paysan et le Samouraï, Nathan
- 2012 : Ça déménage !, texte de Cécile Chartre, Éditions du Rouergue
- 2012 : Avant d'être grand, texte de Virginie Aladjidi, Éditions Thierry Magnier
- 2013 : Les Aventures d'Itamar, texte de David Grossman, Seuil Jeunesse
- 2013 : Fabuleuses histoires d'enfants sauvages , texte de Gérard Pourret, Éditions Mouck
- 2014 : Le grand méchant livre, texte de Catherine Leblanc, Seuil Jeunesse
- 2014 : À la poursuite du Chagaga, texte de Sylvie Misslin, Éditions amaterra
- 2016 : Fonce, petit Paul[4], texte de Hubert Ben Kemoun, Nathan
- 2016 : Les questions des petits sur les religions, avec Anouk Ricard, texte de Marie Aubinais et Martine Laffont, Bayard jeunesse
- 2016 : Paul Verlaine, Chanson d'automne et autres poèmes, coll. « Enfance en poésie », Gallimard jeunesse
- 2016 : Tout Rond, livre-CD, texte de Christos, Benjamins-media
- 2017 : Petits rituels de relaxation, Éditions Tourbillon et Jaune Citron
- 2017 : Chat Caché, livre-CD, comptines de Natalie Tual, Didier Jeunesse
- 2018 : On se sent bien au jardin, texte de Virginie Aladjidi et Caroline Pellissier, Larousse
- 2018 : sur des textes de Thich Nath Hanh, Pocket Jeunesse
  - Rien, c'est quelque chose ? Questions d'enfants et réponses zen
  - Les petits cailloux du bonheur
  - Bouger et Méditer. 10 exercices pour enfants
- 2019 : La Vitesse, coll. « Mes p'tites questions Sciences », Milan jeunesse
- 2019 : Boucle d'or et les trois ours, texte de Philippe Lechermeier, Gallimard Jeunesse
- 2019 : L'Envol du hérisson, textes d'Agnès de Lestrade, Éditions du Rouergue
- 2019 : La Jeune fille qui mangeait de l'herbe, textes du comte de Barins, Éditions Mouck
- 2021 : C'est l'histoire…, texte de Corinne Dreyfuss, Seuil Jeunesse

## Prix et distinctions
- Prix des Enfants, Salon du Livre et de la Presse jeunesse de Montreuil, 2008
- Coup de cœur Jeune Public automne 2016 de l'Académie Charles-Cros pour les illustrations de Tout rond[5].
- Sélection Prix Sorcières 2022[6] Catégorie Carrément beau maxi pour C'est l'histoire, avec Corinne Dreyfuss